# Youssef Howayek
Youssef Howayek, (en árabe: حويك‎; también Yusuf Huwayyik, Hoyek, Hoayek, Hawayek) (Helta, 9 de marzo de 1883-Beirut, 1962) fue un pintor, escultor y escritor libanés. 

## Biografía
Su padre, Saadallah Howayek, fue un concejal elegido en el Mutasarref Otomano (Gobernador) del Consejo de Administración. Su abuelo fue el cura del pueblo y su tío era el Patriarca Howayek .
Viajó por primera vez a Roma y estudió las diversas formas de arte. Su primera pasión fue la pintura. Centrándose en el choque cultural observado por un joven sirio montañero en contacto con una gran ciudad europea, como Roma.
Más tarde se trasladó a París a reunirse con Khalil Gibran que había venido desde el otro lado del Atlántico.  Gibran y Howayek se habían conocido en Siria, y se convirtieron  en amigos más cercanos en París, al ser de la misma parte del mundo y de la misma edad. También tenían la misma pasión por la pintura y la escultura, asistiendo al estudio de arte con Auguste Rodin durante dos años (1909 y 1910). Ameen Rihani se unió a ellos en París durante un corto tiempo. También en París conoció a Isadora Duncan que compró dos cuadros suyos  por 500 francos franceses. En París, se sabe que era un habitual en Le Dome Cafe en Montparnasse.
Escribe en sus memorias que su libro favorito era "Histoire des origines du Christianisme", de Ernest Renan.  Se sabe que Youssef Howayek comenzó a traducir La Divina Comedia  de Dante  al árabe. No se sabe si él la terminó.

## Escritos
Gibran Khalil Gibran en París .Memorias de Youssef Al Howayek
“Gibran Khalil Gibran in Paris”  Memories of Youssef Al Howayek: FMA, París 1995. 
Traducido al francés por Edvick Shayboub.
Traducido al inglés por Matti Moosa. Yusuf Huwayyik : Gibran in Paris (1976 Popular Library, NY)

## Pinturas
Pintó la  "Nuestra Señora de los Siete Dolores " y " Cristo en el Huerto de los Olivos "y los donó a las Hijas de la Caridad de San Vicente de Paul, París.

## Esculturas
Entre las más conocidas esculturas de Youssef Howayek se incluyen las siguientes:
- Escultura del Patriarca Elias Howayek
- Escultura de Youssef Beik Karam
- Escultura de Daoud Corm, el pintor
- La primera escultura para la Plaza de los Mártires en Beirut (en 1916 la plaza fue nombrada Plaza de los Mártires en tributo a los libaneses nacionalistas ejecutados por los Otomanos. El primer monumento de las Mártires estaba integrado por las figuras de dos mujeres, una musulmana y otra cristiana. Fue trasladado al jardín del Museo Sursock , donde se encuentra actualmente.)

"El alma es una flor celestial que no puede vivir en la sombra, pero las espinas pueden vivir en todas partes ."
Este fragmento pertenece a una carta a Youssef Howayek de Gibran en 1911.
From Kahlil Gibrarn: A Self-Portrait. (FIUL, Citadel Press, 1959), p. 26. FLOWERS; MAN; SHADE; SOULS; THORNS     19870300